# Jävenitz
Jävenitz ist ein Ortsteil der Hansestadt Gardelegen im Altmarkkreis Salzwedel in Sachsen-Anhalt.

## Geografie
Jävenitz, ein Rundplatzdorf mit Kirche auf dem Platz, liegt am nördlichen Rand der Colbitz-Letzlinger Heide etwa in der Mitte der Altmark auf einer Talsandinsel in der Niederung des Laugebachs, der in die Milde fließt. Die Moordämme und das Jävenitzer Hochmoor zeigen heute das durch die Eiszeit entstandene charakteristische Bild. Der zugehörige Wohnplatz Jäskau liegt 3½ Kilometer nordöstlich des Dorfes.
Nachbarorte sind Kloster Neuendorf im Westen, Trüstedt im Norden und Hottendorf im Osten.

## Geschichte

### Mittelalter bis Neuzeit
Die Häuser des Dorfes zeigten früher eine fächerförmige Anlage, die Höfe eine Trapezform.
Im Jahre 1291 wurde Jävenitz erstmals als Slavicalem Jevenitze in einer Schenkungsurkunde der Markgrafen Otto und Konrad von Brandenburg an das Kloster Neuendorf genannt.
Weitere Nennungen sind 1316 in uilla Gheveniz, um 1420 jebenicze, 1499 Geuenitze, 1541 Gebenitz, 1687 Gevenitz und 1804 Jevenitz, Jävenitz, Dorf und Forsthaus mit einem Rademacher, Teerofen und Krug.
1457 bestätigte Markgraf Friedrich der Jüngere Jävenitz als Klostereigentum des Zisterzienserinnenklosters in Neuendorf. Daraufhin mussten die Bewohner des Dorfes sowohl an das Kloster als auch an den Vogt der Hansestadt Gardelegen Abgaben, Hand- und Spanndienste leisten. Nach der Reformation im 16. Jahrhundert wurden diese Lasten auf Bemühung des damaligen Landvogts in Gardelegen abgelöst.
Vor allem im 16. und 17. Jahrhundert starben so viele Einwohner an der Pest, dass nur noch vier Haushalte übrig geblieben waren. Im Dreißigjährigen Krieg (1618–1648), im Siebenjährigen Krieg (1756–1763) wurde auch Jävenitz von lüneburgischen, brandenburgischen, französischen und schwedischen Truppen ausgeplündert. Noch schlimmer waren die Leiden in der Zeit der Franzosen zu Beginn des 19. Jahrhunderts. Truppendurchmärsche, Rekrutierungen und Plünderungen ließen die Einwohnerzahl merklich schrumpfen. Im Jahr 1840 zählte Jävenitz wieder 308 Einwohner, es gab 59 Haushaltungen, zwei Krüge, einen Schmied, einen Stellmacher und 1853 den ersten Briefkasten.
Die damals regierenden Hohenzollern führten ihre Hofjagden in der Letzlinger Heide durch und sorgten damit für Verdienstmöglichkeiten der Einwohner. Der Bau der Berlin-Lehrter Eisenbahn 1870 hatte für Jävenitz zur Folge, dass es auf 585 Einwohner im Jahr 1885 anwuchs. Die meisten arbeiteten bei der Eisenbahn.
Zu Beginn des 20. Jahrhunderts wurden Tausende Morgen Wald der Heide abgeholzt. Zwei Sägewerke entstanden und 1910 zählte die Zahl der Einwohner 893 und das Dorf erhielt elektrisches Licht. Trotz der wirtschaftlichen Einschnitte durch den Ersten Weltkrieg bauten die Jävenitzer ihre Kirche auf dem Friedhof.
Jävenitz erhielt 1922–1924 eine Wasserleitung und 1927 eine Straßenbeleuchtung. Nach 1945 ließen Umsiedler die Einwohnerzahl auf 1327 ansteigen.
Gegen Ende des Zweiten Weltkrieges im April 1945 wurden 28 unbekannte KZ-Häftlinge auf dem Ortsfriedhof begraben. Wachleute von SS und Wehrmacht hatten sie zuvor zusammen mit anderen Häftlingen in einem Räumungstransport aus dem KZ Mittelbau-Dora bis nach Letzlingen verschleppt, danach zusammen mit lokalen Wehrmachts- und Volkssturmeinheiten zu Fuß auf einen Todesmarsch weitergetrieben und in der Umgebung von Jävenitz ermordet. Dieses nationalsozialistische Endphaseverbrechen steht im Zusammenhang mit dem Massaker von Gardelegen.
1953 wurde die erste LPG gegründet, weitere Betriebszusammenschlüsse folgten 1958 und 1964. Die Viehbestände wurden erhöht, die Erträge der Pflanzenproduktion gesteigert. Das kulturelle Leben der Dorfbewohner bestand aus eine Laienspielgruppe, einer Schalmeienkapelle, eines Dorfclubs sowie eines Sportlerheimes. 1971 wurde der Neubau der Schule eingeweiht. 1981 wurde der Ort medizinisches Betreuungszentrum für die umliegenden Dörfer mit einer Arzt- und Zahnarztpraxis und einer Gemeindeschwesternstation.
Einen neuen Umbruch brachte die Wende 1989 und die Wiedervereinigung am 3. Oktober 1990. Im Ort wurden neue Wohngebiete entwickelt, es gibt einen Sportverein, die Freiwillige Feuerwehr sowie einen Schützenverein.

### Oberförsterei und Gutsbezirk Forst Jävenitz
Gegen Ende des 19. Jahrhunderts ist der Gutsbezirk Forst Jävenitz aus der königlichen Oberförsterei Jävenitz, der königlichen Försterei und dem Gasthaus Schnöggersburg sowie aus der Försterei und Chausseehaus Zienau gebildet worden. Wilhelm Zahn berichtet, dass die Schnöggersburg oder Schnöchertsburg ein vom Oberforstmeister von Borstell 1694 erbautes Jagdhaus gewesen sei, das seinen Namen vom ersten Bewohner, dem Förster Schnöchert erhalten habe.
Der Gutsbezirk wurde am 30. September 1929 aufgeteilt. Der Forstbezirk Luthäne kam zur Landgemeinde Hottendorf, das Förstereigehöft Schnöggersburg und Eisergrund nebst Kolonistenstellen zur Landgemeinde Staats, die Exklave westlich von Kloster Neuendorf zur Landgemeinde Kloster Neuendorf, das Förstereigehöft Barriere-Zienau und der Chausseewärterstellen zur Landgemeinde Jävenitz. Der im Privatbesitz befindliche östliche Teil des Gutsbezirks wurde in die Landgemeinde Schleuß im Landkreis Stendal eingegliedert. Der Rest ist mit den Restgutsbezirken Letzlingen und Planken zu einem „Gutsbezirk Letzlinger Heide, Anteil Kreis Gardelegen“ zusammengelegt worden.
Im Jahre 1932 wurde die Oberförsterei Jävenitz aufgelöst und in großen Teilen der Oberförsterei Letzlingen zugeschlagen. An die Oberförsterei Colbitz kamen die Förstereien Vogelsang und Salchau, an die Oberförsterei Planken die Försterei Papenberg, an die Oberförsterei Burgstall die Försterei Hirschberge.
Am 1. April 1934 wurden Revierförstereien im Forstamt Jävenitz umbenannt. Aus Eisergrund wurde Hottendorf (Post Jävenitz) aus Schnöggersburg wurde Eisergrund (Post Dolle über Wolmirstedt).

### Herkunft des Ortsnamens
Franz Mertens übersetzt den Ortsnamen 1331 jevenitze als „Weidental“, abgeleitet von den slawischen Wörtern „jeve, jiva“ für „Weidenbaum“ und „neiz, nize“ für „Niederung“.
Aleksander Brückner erkennt in den Namen 1291 Slavicalem Jevenitze und 1506 jeuenize hingegen das altslawische Wort „jama“ für „Grube“.

### Eingemeindungen
Ursprünglich gehörte das Dorf zum Tangermündeschen Kreis der Mark Brandenburg in der Altmark. Zwischen 1807 und 1810 lag es im Landkanton Gardelegen auf dem Territorium des napoleonischen Königreichs Westphalen. Ab 1816 gehörte die Gemeinde zum Kreis Gardelegen, dem späteren Landkreis Gardelegen.
Am 25. Juli 1952 wurde die Gemeinde Jävenitz in den kleineren Kreis Gardelegen umgegliedert. Am 15. April 1973 wurde die Gemeinde Trüstedt nach Jävenitz eingemeindet. Am 1. Juli 1994 kam die Gemeinde Jävenitz zum neuen Altmarkkreis Salzwedel.
Am 1. Januar 2011 wurde die bis dahin selbstständige Gemeinde mit dem Wohnplatz Jäskau und dem Ortsteil Trüstedt und zusammen mit 17 weiteren Gemeinden per Landesgesetz in die Hansestadt Gardelegen eingemeindet.

### Einwohnerentwicklung

#### Landgemeinde/Gemeinde
| Jahr | Einwohner |
| ---- | --------- |
| 1734 | 092       |
| 1772 | 060       |
| 1790 | 104       |
| 1798 | 117       |
| 1801 | 119       |
| 1818 | 100       |

| Jahr | Einwohner |
| ---- | --------- |
| 1840 | 308       |
| 1864 | 505       |
| 1871 | 572       |
| 1885 | 585       |
| 1892 | [00]608   |
| 1895 | 677       |

| Jahr | Einwohner |
| ---- | --------- |
| 1900 | [00]0864  |
| 1905 | 0911      |
| 1910 | [00]0893  |
| 1925 | 0875      |
| 1939 | 0899      |
| 1946 | 1308      |

| Jahr | Einwohner |
| ---- | --------- |
| 1964 | 1038      |
| 1971 | 0982      |
| 1981 | 1168      |
| 1993 | 1145      |
| 2006 | 1216      |
| 2012 | [00]957   |

| Jahr | Einwohner |
| ---- | --------- |
| 2016 | 903       |
| 2021 | [0]892    |
| 2022 | [0]906    |

#### Gutsbezirk Oberförsterei Jävenitz
| Jahr | Einwohner |
| ---- | --------- |
| 1885 | 30        |
| 1892 | [0]30     |
| 1905 | 45        |

Quelle bis 2006, wenn nicht angegeben:

## Religion
Die evangelischen Christen aus Jävenitz waren früher nach Kloster Neuendorf eingekircht. Am 1. April 1929 wurde eine eigene Kirchengemeinde errichtet zu der die Evangelischen der Landgemeinde Jävenitz und des zum Gutsbezirk Jävenitz gehörigen Wohnplatzes Barriere Zienau gehörten.
Seit 2000 gehört die Kirchengemeinde gemeinsam mit Kloster Neuendorf, Hottendorf und Trüstedt zum Kirchspiel Kloster Neuendorf, das heute betreut wird vom Pfarrbereich Neuendorf im Kirchenkreis Salzwedel im Propstsprengel Stendal-Magdeburg der Evangelischen Kirche in Mitteldeutschland.
Die ältesten überlieferten Kirchenbücher für Jävenitz stammen aus dem Jahre 1766.

## Politik

### Bürgermeister
Letzter Bürgermeister der Gemeinde Jävenitz war Heinz Baldus.
Eine Ortschaft mit einem Ortschaftsbürgermeister entstand nach der Eingemeindung nicht. Es ist stattdessen ein Mal im Jahr eine Bürgersprechstunde im Ortsteil vorgesehen.

### Wappen und Flagge
Das ehemalige Gemeindewappen wurde am 8. Dezember 1998 durch das Regierungspräsidium Magdeburg genehmigt.
Blasonierung: „In Grün ein aus dem unteren Schildrand wachsender goldener Hirschrumpf mit zwölfendigem Geweih.“
Die Farben des Ortes sind Grün - Gelb.
Das Wappen wurde vom Heraldiker Lutz Döring aus Erdeborn gestaltet.
Die Flagge war Grün - Gelb - Grün (1:4:1) gestreift (Hissflagge: Streifen von oben nach unten verlaufend) mit dem aufgelegten Wappen der Gemeinde auf dem breiteren gelben Mittelstreifen.

## Kultur und Sehenswürdigkeiten
Die evangelische Dorfkirche Jävenitz ist ein gotisierender Backsteinsaal mit eingezogenem Rechteckchor und quadratischem Turm über dem Westteil. Sie wurde zwischen 1914 und 1918 errichtet.

### Gedenkstätte
In einer Reihengrabanlage auf dem Ortsfriedhof sind 28 KZ-Häftlinge begraben, die nach einem Räumungstransport aus dem Konzentrationslager Mittelbau-Dora im Zusammenhang mit dem Massaker von Gardelegen, der im April 1945 bei Letzlingen endete, auf dem folgenden Todesmarsch in Richtung Jävenitz von den SS-Mannschaften ermordet wurden.

## Verkehr
Durch den Ort verläuft die Bundesstraße 188 (Burgdorf – Wolfsburg – Stendal – Rathenow). Jävenitz liegt an der Bahnstrecke Berlin–Lehrte. Am Bahnhof Jävenitz halten meist im Stundentakt Regionalbahnen Richtung Stendal und Wolfsburg.
Es verkehren Linienbusse und Rufbusse der Personenverkehrsgesellschaft Altmarkkreis Salzwedel.